# Paroisse orthodoxe géorgienne Sainte-Nino de Paris
La Paroisse orthodoxe géorgienne Sainte-Nino de Paris, fondée en 1929, est une paroisse qui dépend du patriarcat œcuménique de Constantinople, par l'intermédiaire, jusqu'en 1977, du Métropolite de Thyatire (basé à Londres et Exarque pour l'Europe occidentale et du Nord) et, ensuite, du Métropolite orthodoxe grec de France, par ailleurs président de l'Assemblée des évêques orthodoxes de France.

## Historique
La Géorgie est évangélisée vers 337 par sainte Nino, qui deviendra la patronne des Géorgiens. L'Église géorgienne devient une église autocéphale au Ve siècle.
En 1921, à la suite de l'annexion soviétique de la Géorgie, les réfugiés politiques géorgiens fuyant l'occupation de leur pays par l'Armée rouge (notamment les président et vice-présidents de parlement, présidents de gouvernement, députés) s'exilent en France et établissent une communauté géorgienne forte d'un millier de personnes, notamment à Leuville-sur-Orge,.
En 1929, un comité, composé d'Ilamaz Dadéchkéliani (secrétaire de la Légation de Géorgie), Joseph Kémoularia et Lévan Zourabichvili, initie la création d'une paroisse à Paris : elle est légitimée par le Patriarcat de Constantinople et les autorités françaises. Le culte s'exerce dans une église située 43, rue François-Gérard dans le 16e arrondissement de Paris. En 1931, Grégoire Péradzé, ordonné prêtre par l'Exarque de Constantinople en Europe occidentale, devient le premier recteur de la Paroisse Sainte-Nino.
En 1973 : l'association cultuelle Sainte-Nino acquiert l'actuelle église Sainte-Nino de Paris. En 1977, la paroisse Sainte-Nino relève de l'Assemblée des évêques orthodoxes de France.
Le 1er novembre 2015, l'émission Les Chemins de la foi de la chaîne de télévision française France 2 retransmet un témoignage de l'orthodoxie en France avec l'office de la paroisse Sainte-Nino, ainsi que des entretiens avec le recteur, le marguillier et un membre du Conseil paroissial.

## Législation
Trois actes fondent la légitimité de la paroisse Sainte-Nino de Paris, une épitre du patriarcat œcuménique de Constantinople, Basile III, le 29 avril 1929 (s'appuyant sur le principe de territorialité du IVe concile œcuménique), la déclaration des statuts de l'association cultuelle au Journal officiel de la République française (23 août 1929) et la ratification des statuts par l'Exarque du Patriarcat œcuménique pour l'Europe occidentale et du Nord (17 septembre 1929).
Si la paroisse orthodoxe géorgienne Sainte-Nino entretient des relations avec l'Église orthodoxe géorgienne, elle dépend hiérarchiquement du Patriarcat œcuménique de Constantinople par l'intermédiaire de l'Assemblée des évêques orthodoxes de France comme le stipule le droit canonique.

## Recteurs de la paroisse
- 1931 - 6 décembre 1942 : Grégoire Péradzé (décès après déportation à Auschwitz).
- 1943 - juin 1949 : Nicolas Zabakhidzé.
- juin 1949 - mars 1988 : Élie Mélia[11].
- mars - septembre 1988 : Gabriel Henry.
- septembre 1988 - décembre 1992 : Méthode Alexiou.
- Depuis décembre 1992 : Artchil Davrichachvili[12],[13].

## Siège
Le siège de la paroisse est l'église Sainte-Nino, rue de la Rosière, dans le quartier de Javel du 15e arrondissement de Paris. Elle exerce son autorité religieuse sur le carré géorgien du cimetière de Leuville-sur-Orge.